# Epirhyssa quirosi
Epirhyssa quirosi là một loài tò vò trong họ Ichneumonidae.